# جورج باركر (سياسي نيوزيلندي)
جورج باركر (بالإنجليزية: George Babington Parker)‏ هو سياسي نيوزيلندي، ولد في 3 سبتمبر 1839، وتوفي في 13 مارس 1915. انتخب عضو مجلس النواب النيوزيلندي.